# エクスプローラー33号
エクスプローラー33号（英: Explorer 33、IMP-D）はアメリカ合衆国の人工衛星。当初、月近傍の磁場と放射線を観測する予定だったが、打ち上げ時の速度過剰のため、予定していた月軌道には到達できなかった。
1966年7月1日NASAによって打ち上げられた。月軌道を目指したが、打ち上げ時の失敗により代替策として、近地点高度265,679km、遠地点高度480,762kmの地球長楕円軌道にのった。
予定していた月軌道に到達しなかったにもかかわらず、計画していた太陽風や惑星間プラズマ、太陽X線の観測など多くの目標を達成した。第一研究者、 ジェームズ・ヴァン・アレンは高エネルギー粒子やX線放射能を調べるため、電子・陽子検出器を搭載した。
宇宙物理学者のN. U. Crooker、 ジョーン・ファインマン、J. T. Gosling はエクスプローラー33号のデータを利用して、地磁気と地球近傍における太陽風の速度との関係を確立した。